# Manoir de Coat Tromarc'h
Le manoir de Coat Tromarc'h est situé sur la commune de Trémel en France.

## Localisation
Le manoir est situé sur la commune de Trémel à deux kilomètres au nord-ouest du bourg non loin du Douron dans le département des Côtes-d'Armor, dans la région Bretagne.       

## Description
Le manoir forme un U ouvert vers le sud-est. Le logis présente une élévation ordonnancée vers le nord-est, mais plus dissymétrique côté cour. Il compte un étage carré et un étage de comble.       

## Historique
Le manoir est une ancienne résidence seigneuriale et une exploitation agricole.
Le cadastre de 1814 révèle la présence ancienne d'un colombier et le toponyme Coat Tromarc'h (Coat tro Marc'h sur le cadastre de 1848).
La tour d'entrée coiffée en pavillon est datable de la fin du XVIe siècle, le logis a été reconstruit en 1643 et 1663 selon des dates portées sur les portes et remanié à plusieurs reprises. Côté cour, certaines baies ont été élargies dans le style néogothique. Au sud, le blason représentant une tour crénelée semble moderne. Vers le nord-est coté jardin (clos originellement d'un mur), la façade ordonnancée est vraisemblablement datable du XVIIIe siècle : la lucarne centrale est surmontée d'une croix.
L'ensemble est mentionné à l'inventaire général du patrimoine culturel.